# Mary Bell (serie animata)
Mary Bell (花の魔法使いマリーベル?, Hana no mahōtsukai Mary Bell, lett. "Mary Bell la maga dei fiori") è un anime in 50 episodi prodotti dal 1992 al 1993, quarta ed ultima serie delle maghette prodotta dalla Ashi Productions. In Italia l'anime è stato trasmesso per la prima volta su Italia 1 dal 28 marzo 1995 alle ore 6:30 della mattina.

## Trama
Mary Bell viene evocata da due bambini per aiutare le persone ad essere felici.

## Personaggi
- Mary Bell (マリーベル?,  Marī Beru), protagonista della serie, è una maghetta che proviene dal Magico Mondo dei Fiori  (花魔法界?,  hanamahō-kai) ed assomiglia ad una bambina di 8 anni, in realtà ha 500.000 anni. Il suo motto è "Lasciate fare a Mary Bell!"  (マリーベルにおまかせよ!?,  Mary Bell ni omakase yo!). Ha come amico un elfo, il cui aiuto le è necessario per trasformarsi e far ricorso alla magia dei fiori. Doppiata in giapponese da Chieko Honda e in italiano da Lara Parmiani.
- Timbo  (タンバリン?,  Tanbarin), è un elfo che accompagna Mary Bell ovunque. Doppiato in giapponese da Chika Sakamoto e in italiano da Pietro Ubaldi.
- Emily  (ユーリ?,  Yūri), amica di Mary Bell, ha 10 anni. Doppiata in giapponese da Satomi Korogi e in italiano da Debora Magnaghi.
- Ken  (ケン?,  Ken), è il fratello minore di Emily. Doppiato in giapponese da Ai Orikasa e in italiano da Marcella Silvestri.
- Rosa  (ローズ?,  Rōzu), è la zia di Emily e Ken. Doppiata in giapponese da Hisako Kyoda e in italiano da Lidia Costanzo.
- Remi  (レミ?,  Remo), è la mamma di Emily e Ken. Doppiata in giapponese da Sakiko Tamagawa e in italiano da Patrizia Scianca.
- Anthony  (タクロー?,  Takurō), è il padre di Emily e Ken. Doppiato in giapponese da Kenichi Ono e in italiano da Claudio Moneta.
- Bart  (バート?,  Bāto), è un vecchio brontolone, amico d'infanzia di Rosa. Doppiato in giapponese da Tomomichi Nishimura e in italiano da Maurizio Scattorin.
- Gid  (ジート?,  Jīto), è un cacciatore di fate in cerca di fama. Doppiato in giapponese da Takuzo Kamiyama e in italiano da Diego Sabre.
- Vivian  (ビビアン?,  Bibian), è la nipotina di Bart. Doppiata in giapponese da Akiko Yajima e in italiano da Paola Messina.
- Bongo  (ボンゴ?,  Bongo), è un amico di Emily. Doppiato in giapponese da Chie Satō.
- Tappo  (タップ?,  Tappu), è il migliore amico di Bongo. Doppiato in giapponese da Kotono Mitsuishi.

## Episodi
| Nº | Titolo italiano Giapponese 「Kanji」 - Rōmaji                                                  | In onda           | In onda |
| Nº | Titolo italiano Giapponese 「Kanji」 - Rōmaji                                                  | Giapponese        |         |
| 1  | Benvenuta Mary Bell 「こんにちは! 私マリーベル」 - konnichiha! watashi mariberu                | 3 febbraio 1992   |         |
| 2  | Un brutto ricordo 「お隣さんは花嫌い」 - o tonari sanha hana kirai                             | 10 febbraio 1992  |         |
| 3  | Il mondo dei disegni 「らく書き天国こんにちは」 - raku kaki tengoku konnichiha                 | 17 febbraio 1992  |         |
| 4  | La bicicletta 「やっぱりケンはパパの子だ」 - yappari ken ha papa no ko da                      | 24 febbraio 1992  |         |
| 5  | L’albero dell’amore 「サニーベルの思い出の木」 - saniberu no omoide no ki                      | 2 marzo 1992      |         |
| 6  | Un litigio fra amici 「50万年目のケンカ」 - 50 mannen meno kenka                               | 9 marzo 1992      |         |
| 7  | Il telefono dei fiori 「大好き!ジュリア!」 - daisuki! juria!                                   | 16 marzo 1992     |         |
| 8  | L’anatroccolo sperduto 「はばたけピッチー大空へ」 - habatake picchi oozora he                  | 23 marzo 1992     |         |
| 9  | La festa dei ciliegi 「妖精たちの桜祭り」 - yōsei tachino sakuramatsuri ri                     | 30 marzo 1992     |         |
| 10 | Il cacciatore di fate 「妖精ハンター・ジート登場!」 - yōsei hanta. jito tōjō!                  | 6 aprile 1992     |         |
| 11 | Il concorso 「マリーベルのCMコンテスト」 - mariberu no CM kontesuto                            | 13 aprile 1992    |         |
| 12 | Il lungo e lo smilzo 「フラワーハウスの大事件」 - furawahausu no daijiken                      | 20 aprile 1992    |         |
| 13 | Il giocattolo dei ricordi 「想い出のオモチャはど～こ?」 - omoide no omocha hado ~ ko?          | 27 aprile 1992    |         |
| 14 | La festa della mamma 「ボンゴの母の日プレゼント」 - bongo no hahanohi purezento                | 4 maggio 1992     |         |
| 15 | Il principe 「ユーリに恋した王子さま」 - yuri ni koishi ta ōji sama                            | 11 maggio 1992    |         |
| 16 | Il cavaliere del deserto 「うちのパパはゲーム作家」 - uchino papa ha gemu sakka                | 18 maggio 1992    |         |
| 17 | Caccia ai folletti 「ジートのわるだくみ」 - jito nowarudakumi                                  | 25 maggio 1992    |         |
| 18 | Un viaggio per mare 「ボンゴとタップの大航海!?」 - bongo to tappu no daikōkai!?                | 1º giugno 1992    |         |
| 19 | Le creature del bosco 「キャンプは楽し!」 - kyanpu ha tanoshi!                                 | 8 giugno 1992     |         |
| 20 | La gara 「友情の一輪車レース」 - yūjō no ichirin kuruma resu                                   | 15 giugno 1992    |         |
| 21 | La stellina 「星の国から来たポーラ」 - hoshi no kuni kara kita pora                            | 22 giugno 1992    |         |
| 22 | La prima commissione di Ken 「ケンの初めてのお使い」 - ken no hajimete noo tsukai              | 29 giugno 1992    |         |
| 23 | La sirenetta 「迷子の迷子の人魚姫」 - maigo no maigo no ningyohime                             | 6 luglio 1992     |         |
| 24 | Il cacciatore di folletti è tornato 「またまたジートがやってきた」 - matamata jito gayattekita | 13 luglio 1992    |         |
| 25 | Il delfino ladro 「ユーリといたずらイルカ」 - yuri toitazura iruka                             | 20 luglio 1992    |         |
| 26 | La fenice 「いるかいないかフェニックス」 - irukainaika fenikkusu                               | 27 luglio 1992    |         |
| 27 | Il libro di Mary Bell 「マリーベルの絵本」 - mariberu no ehon                                  | 3 agosto 1992     |         |
| 28 | La gattina dispettosa 「ビビアンと子猫のチャチャ」 - bibian to koneko no chacha                | 10 agosto 1992    |         |
| 29 | La pendola del nonno 「ゆうれい屋敷の古時計」 - yūrei yashiki no furudokei                     | 17 agosto 1992    |         |
| 30 | Il folletto dei boschi 「迷いの森のビビアン」 - mayoi no mori no bibian                        | 24 agosto 1992    |         |
| 31 | La festa delle fate 「フラワードアで大混乱」 - furawadoa de daikonran                          | 31 agosto 1992    |         |
| 32 | La lampada 「テーブルランプを取り返せ」 - tebururanpu wo torikaese                             | 7 settembre 1992  |         |
| 33 | I genitori di Mary Bell 「マリーベルのパパとママ」 - mariberu no papa to mama                  | 14 settembre 1992 |         |
| 34 | Casa dolce casa 「お菓子の家とおかしな二人」 - o kashi no ie tookashina futari                 | 21 settembre 1992 |         |
| 35 | Il mondo dei bambini 「子供になったローズさん」 - kodomo ninatta rozu san                      | 28 settembre 1992 |         |
| 36 | Crisi lunare 「マリーベルの月世界旅行」 - mariberu no tsukisekairyokō                          | 5 ottobre 1992    |         |
| 37 | L’unicorno 「ケンと2本角のユニコーン」 - ken to 2 hon kaku no yunikon                          | 12 ottobre 1992   |         |
| 38 | Timbo in pericolo 「タンバリンがつかまった!」 - tanbarin gatsukamatta!                         | 19 ottobre 1992   |         |
| 39 | Missione salvataggio 「タンバリン救出大作戦!」 - tanbarin kyūshutsu daisakusen!                | 26 ottobre 1992   |         |
| 40 | La fatina delle margherite 「コスモスの妖精を捜して」 - kosumosu no yōsei wo sagashi te        | 2 novembre 1992   |         |
| 41 | Cupido 「がんばれ!愛のキューピット」 - ganbare! ai no kyupitto                                 | 9 novembre 1992   |         |
| 42 | Vivian è sparita 「誘拐されたビビアン!?」 - yūkai sareta bibian!?                              | 16 novembre 1992  |         |
| 43 | La regina della neve 「雪の降る日の願いごと」 - yuki no furu nichi no negai goto               | 23 novembre 1992  |         |
| 44 | La bubbola 「トゲトゲ草パニック」 - togetoge kusa panikku                                      | 30 novembre 1992  |         |
| 45 | La streghetta 「不思議の国のマリーベル」 - fushigi no kuni no mariberu                         | 7 dicembre 1992   |         |
| 46 | Babbo Natale 「ジジベルサンタの大騒動」 - jijiberusanta no oosōdō                              | 14 dicembre 1992  |         |
| 47 | Il ritorno di Chirpy 「がんばれ!タンバリン」 - ganbare! tanbarin                               | 21 dicembre 1992  |         |
| 48 | La città è in crisi 「サニーベルの一大事」 - saniberu no ichidaiji                             | 4 gennaio 1993    |         |
| 49 | L'albero divino 「マリーベルと聖なる樹」 - mariberu to hijiri naru ki                          | 11 gennaio 1993   |         |
| 50 | Torna l'armonia 「夢をあなたに」 - yume woanatani                                              | 18 gennaio 1993   |         |

## Sigle

### Giapponesi
Sigla di apertura
- 『きっと出来るね!』 "Kitto dekiru ne! (Posso farcela!)" testo di Shota Namikawa, musica e arrangiamento di Masayuki Iwata è cantata da Michiyo Nakajima.

Sigle di chiusura
- 『思い出にもなれない』"Omoide ni mo narenai (Non ricordo)" testo di Megumi Ogura, musica di Takashi Toshimi, arrangiamento di Satoshi Watanabe e cantata da Michiyo Nakajima.
- 『思われている』"Omowa rete iru (Penso)" testo di Megumi Ogura, musica di Takashi Toshimi, arrangiamento di Hiroshi Shinkawa e cantata da Michiyo Nakajima.

### Italiana
- "Mary Bell" scritta da Alessandra Valeri Manera, composta da Carmelo Carucci e cantata da Cristina D'Avena.

La sigla è contenuta all'interno dell'album Cristina D'Avena e i tuoi amici in TV 10.